# Dosulepina
Dosulepina, dotiepina (łac. Dosulepinum) – trójpierścieniowy lek przeciwdepresyjny, pochodna dibenzotiepiny o słabszym od amitryptyliny działaniu przeciwdepresyjnym, a silniejszym uspokajającym i przeciwlękowym. Nieselektywnie hamuje wychwyt zwrotny noradrenaliny i serotoniny, wykazuje umiarkowane działanie cholinolityczne. Zatrucia mają zwykle ciężki przebieg i są szczególnie niebezpieczne dla życia. Lek szeroko stosowany w niektórych krajach europejskich (m.in. w Wielkiej Brytanii); w polskim lecznictwie obecnie niestosowany.